# Septaleurodicus mexicanus
Septaleurodicus mexicanus là một loài côn trùng cánh nửa trong họ Aleyrodidae, phân họ Aleyrodinae.
Septaleurodicus mexicanus được Sampson miêu tả khoa học đầu tiên năm 1943.